# Nexenta OS
NexentaOS és un sistema operatiu basat en DebianGNU/OpenSolaris per a IA-32 i els sistemes basats en x86-64. És la primera distribució que combina GNU amb el nucli d'OpenSolaris i amb les utilitats de l'espai d'usuari del nucli. Nexenta Systems, Inc. ha iniciat el projecte i patrocina el seu desenvolupament continuat. Nexenta es basa en Ubuntu, però amb el Linux substituït pel nucli d'OpenSolaris. Fer això estalvia temps i recursos sense haver de crear més programari pel sistema base. Hi ha dos dipòsits APT oficials: "prova" i "inestable", que sumen 12.222 paquets. Pel llançament oficial es planteja un tercer dipòsit "estable".
NexentaOS està disponible en LiveCD, instal·lador de disc dur i en imatge de VMware. Els CDs del codi font estan també disponibles per la transferència directa. Donat que Nexenta no utilitza el nucli Linux i Sun Microsystems va començar recentment a llançar el codi del seu sistema operatiu, Solaris, l'ajuda pel maquinari obert no és encara tan diversa como altres variants de Debian. Les versions privatives de Solaris s'han fet per ser més compatibles amb el programari de Sun i els equips basats en SPARC, mentre que falta el suport en x86. Però aquesta situació està canviant ràpidament ara que la majoria del codi base de Solaris ha set obert sota la llicència CDDL de Sun i soporta els controladors binaris sobre una interfície d'aplicació binaria ABI estable. Això fa legal que els fabricants de maquinari llancin controladors de dispositiu sense el codi font.

## Historial de versions
| Versió | Data de sortida        | Nom    | Versió Ubuntu | Versió OpenSolaris                |
| ------ | ---------------------- | ------ | ------------- | --------------------------------- |
| 1.0    | Febrer del 2008        | Elatte | 6.06          | 2008.05 b85                       |
| 1.0.1  | 10 de juny de 2008     | Elatte | 6.06          | 2008.05 b85+ (act. b87,b88 i b90) |
| 2.0    | 25 de maig de 2009     | Hardy  | 8.04 LTS      | 2008.11 b104                      |
| 3.0.1  | 17 de setembre de 2010 | -      | 8.04 LTS      | 2009.06 b134                      |